# Alfred North Whitehead
Alfred North Whitehead (Ramsgate, Kent, Anglia, 1861. február 15. –  Cambridge, Massachusetts, 1947. december 30.) angliai születésű amerikai matematikus, logikus, aki filozófussá lett, így a 20. század egyik legjelentősebb és legnagyobb hatású gondolkodójává vált.

## Élete
Apja Alfred North Whitehead anglikán lelkész, és anyja Maria Sarah Buckmaster negyedik, legkisebb gyermekeként látott napvilágot 1861. február 15-én Ramsgateben, Anglia Kent tartományában. Két fivére hét és kilenc évvel, míg nővére két évvel voltak idősebbek a ifjabb Alfred North Whiteheadnél.
Whitehead fiatal évet teljes mértékben a fizikának és a matematikának szentelte. Bertrand Russellel együtt megírta a Principia Mathematicat. Életének későbbi szakaszát metafizikai, természetfilozófiai, tudományfilozófiai, társadalomfilozófiai, vallásfilozófiai, oktatáselméleti stb. művek megírásának és a tanításnak szentelte. Fő műve a Folyamat és valóság (1929, m. 2001), a több évezredes európai filozófiai hagyomány nagy szintézise.
Gondolkodása önálló filozófiai iskola folyamat-filozófia (process thought) kialakulását eredményezte, amelynek szerte a világon számos kutatója, alkalmazója és továbbfejlesztő értelmezője van.

## Filozófiája
Főművében (Folyamat és realitás, 1929) a világ spekulatív magyarázatára tett kísérletet. A kozmológia e kísérletében korrigálni igyekszik a nyugati gondolkodás némely félreértését. A szellem és az anyag széttagolását éppúgy bírálta, mint a szubsztanciára és akcidenciára történő klasszikus felosztást, vagy a hagyományos időelképzeléseket. Whitehead megkísérelte elkerülni azt a tévedést, ami az elvont és konkrét felcseréléséből keletkezik (fallacy of misplaced concreteness). Filozófiájának adekvátsággal kell kitűnnie: „általános eszmék koherens, logikus és szükségszerű rendszerét kell alkotnia, amelynek a segítségével tapasztalatunk minden egyes eleme értelmezhető”. Ehhez komplikált kategóriarendszert alakított ki, amellyel minden valóságosat megpróbált megragadni.
Minden valóságos dolog esemény abban a folyamatban, amelyben „objektív halhatatlansághoz” jut. A folyamat megragadással (prehenzió) jellemezhető. Ebben találkoznak a mindenkori tárgy múltból származó meghatározásai és a jövőre utaló lehetőségek. A reális dolgok, melyek az eseményeket reprezentálják, mindenkor szabadon választják a lehetőségek egyikét, és akkor érik el a beteljesedés állapotát, ha a lehetőség konkretizálódik. Ezek a folyamatok bipolárisok, azaz a szubjektív érzékelésben a fizikai pólus mellett egy szellemi pólussal is rendelkeznek. A folyamatban a dolgokat új tartalmak felvétele határozza meg, de a másoktól való elhatárolódás is. Ezek így, mint adatok, minden valóságban benne vannak. Az események viszonyát Withehead nexusnak nevezte el (ilyen több esemény közi viszony például az egyidejűség). Ezek a komplexitás és a kölcsönhatás fokai szerint olyan társulásként is felfoghatóak, melyek így együtt biztosítják a tartamot. A folyamatban adott lehetőségeket részben az időtlen tárgyak is meghatározzák. Ezeknek az eszméknek a dolgok keletkezésében bizonyos relevanciájuk van, és csak akkor reálisak, ha olyan esemény során valósulnak meg, amelynek célját alkotják. A köztük levő viszony Isten elrendező tevékenységétől függ.
Az Isten valamennyi teremtménnyel össze van kapcsolva, ez pedig azt jelenti, hogy a világot nem Isten teremtette, hanem ő menti meg; pontosabban:„ ő a világ költője, aki a világot gyengéd türelemmel vezeti az igaz, a szép és a jó belátása által.” A világ Withehead szerint egy nagy organizmus, melyben minden alkotórész önmagában is, és az egészben is, saját jelentéssel bír.

## Megjelent művei
- 1898. A Treatise on Universal Algebra with Applications. Cambridge Uni. Press. 1960 reprint, Hafner
- 1911. An Introduction to Mathematics. Oxford Univ. Press. 1990 paperback, ISBN 0-19-500211-3
- 1917. The Organization of Thought Educational and Scientific. Lippincott
- 1920. The Concept of Nature. Cambridge Uni. Press. 2004 paperback, Prometheus Books, ISBN 1-59102-214-2
- 1922. The Principle of Relativity with Applications to Physical Science. Cambridge Uni. Press
- 1925 (1910-13), Bertrand Russell-el közösen. Principia Mathematica, 3 köteben
- 1925a. Science and the Modern World. 1997, Free Press (Simon & Schuster), ISBN 0-684-83639-4
- 1925b (1919). An Enquiry Concerning the Principles of Natural Knowledge. Cambridge Uni. Press
- 1926. Religion in the Making. 1974, New American Library. 1996
- 1927. Symbolism, Its Meaning and Effect. 1985 paperback, Fordham University Press
- 1929. Process and Reality: An Essay in Cosmology. 1979 -ben javított változat, (Part V. Final Interpretation)
- 1929a. The Aims of Education and Other Essays. 1985, Free Press, ISBN 0-02-935180-4
- 1929b. Function of Reason. 1971, Beacon Press, ISBN 0-8070-1573-3
- 1933. Adventures of Ideas. 1967, Free Press, ISBN 0-02-935170-7
- 1934. Nature and Life. University of Chicago Press
- 1938. Modes of Thought. 1968 , Free Press, ISBN 0-02-935210-X
- 1947. Essays in Science and Philosophy. Runes, Dagobert, ed. Philosophical Library
- 1947. The Wit and Wisdom of Whitehead. Beacon Press
- 1951. "Mathematics and the Good" in Schilpp, P. A., ed., 1951. The Philosophy of Alfred North Whitehead, 2nd. ed. New York, Tudor Publishing Company: 666-81. Also printed in:
  - in The Philosophy of Alfred North Whitehead, 1941, P. A. Schilpp, Ed.
  - in Science & Philosophy; Philosophical Library, 1948
- 1953. A. N. Whitehead: An Anthology. Northrop, F.S.C., and Gross, M.W., eds. Cambridge Univ. Press
- Price, Lucien, 1954. Dialogues of Alfred North Whitehead, with Introduction by Sir Ross David. Reprinted 1977, Greenwood Press Reprint, ISBN 0-8371-9341-9, and 2001 with Foreword by Caldwell Titcomb, David R. Godine Publisher, ISBN 1-56792-129-9

### Magyarul megjelent művei
- Folyamat és valóság. Kozmológiai értekezés. Gifford előadások az Edinburghi Egyetemen, 1927-28. Fordította: Fórizs László, Karsai Gábor. Typotex Kiadó, Budapest, 2001 és 2007. ISBN 978-963-9664-42-5 Isten és a világ (Folyamat és valóság, V. Rész, 2. Fejezet) Fórizs László honlapján
- A természet fogalma. Fordította: Szabados Levente. Typotex Kiadó, Budapest, 2007. ISBN 978-963-9664-42-5